# 1897 en football
Cet article présente les faits marquants de l'année 1897 en football.

## Février
- Février : Jules Rimet fonde à Paris le club français du Red Star.

## Mars
- 15 mars : création du Club athlétique de Vitry.
- 29 mars : à Sheffield, l’Angleterre bat le Pays de Galles 4-0.
- Southampton FC (15 victoires et 5 nuls) remporte le championnat anglais de la Southern League.
- Hearts est champion d’Écosse.
- Le Racing Club Bruxelles est champion de Belgique.
- L’Union des Sports de France, premier champion de Paris professionnel (FSAPF).
- Pays-Bas : RAP Amsterdam est champion de l’Ouest ; Vitesse Arnhem champion de l’Est ; Be Quick Groningen champion du Nord et Brabantia Breda est champion du Sud.

## Avril
- 3 avril : à Crystal Palace, l'Écosse bat l’Angleterre : 1-2.
- 10 avril : finale de la 26e FA Cup (244 inscrits). Aston Villa 3, Everton 1. 65.891 spectateurs à Crystal Palace.
- 11 avril : le Standard A.C. est à nouveau Champion de France. Le football parisien est maintenant solidement installé après seulement quatre saisons d’existence : l’USFSA compte déjà deux divisions à Paris que complètent les Coupe Manier et Coupe Dewar, le championnat professionnel de la FSAPF ou le tournoi des Grands Magasins, notamment.

- 17 avril : inauguration du stade de football de Villa Park, antre d’Aston Villa, par un match de Division 1 face à Blackburn Rovers. Les Villans évoluaient depuis onze ans à Wellington Road.
- Slavia Prague remporte la coupe de printemps de Mistrovstvi Cech de football.
- 24 avril : Aston Villa, 21 victoires, 5 nuls et 4 défaites conserve son titre de champion d’Angleterre de football. Notts County FC enlève le titre en Division 2.
- 25 avril : finale de la première édition de la Coupe Manier en France : Club Français 5, Le Havre AC 3, après prolongation.
- KB remporte le championnat de Copenhague.

## Août
- 14 août : Fondation de la section foot du club omnisports FC Marseille (actuel Olympique de Marseille) par le président du club, René Dufaure de Montmirail

## Septembre
- 19 septembre : Lomas Athletic Club (10 victoires et 2 nuls) est champion d’Argentine après trois matches de barrage face à Lanus (1-1, 0-0, 1-0).
- 29 septembre : fondation du club omnisports allemand du Hambourg SV.
- Slavia Prague remporte la coupe d’automne de Mistrovstvi Cech.

## Novembre
- 1er novembre : fondation du club italien de la Juventus.
- 1er novembre : fondation du club belge de la Royale Union Saint-Gilloise.

## Naissances
- 11 janvier : Georges Stuttler, footballeur français.
- 19 janvier : Bill Harper, footballeur écossais.
- 22 janvier : Ernest Clère, footballeur français.
- 15 mars : Gérard Isbecque, footballeur français.
- 22 mars : Ferruccio Novo, entraîneur italien.
- 28 mars : Sepp Herberger, footballeur et entraîneur allemand.
- 8 juillet : Isabelino Gradín, footballeur uruguayen.
- 12 juillet : Antoine Parachini, footballeur français.
- 22 juillet : Maurice Beaudier, footballeur français.
- 27 juillet : Adolfo Baloncieri, footballeur et entraîneur italien.
- 10 novembre : Vic Watson, footballeur anglais. († 1988).
- 26 novembre : Robert Accard, footballeur français.
- 9 décembre : Alexis Mony, footballeur français.
- 23 décembre : René Borjas, footballeur uruguayen.

## Décès
- 21 mai : Joseph Beverley, footballeur anglais.